# Eisstadion Eppan
Das Eisstadion Eppan (italienisch Stadio del ghiaccio di Appiano) ist eine Eishalle in der Südtiroler Gemeinde Eppan, die als Heimspielstätte des HC Eppan Pirates dient. Es befindet sich in St. Michael.

## Geschichte
Der Bau des Eisstadions begann im Jahr 1983, die offizielle Eröffnung erfolgte am 21. Dezember 1984. Das Stadion wurde im Jahr 1986 überdacht und 2004 renoviert.

## Nutzung
Das Eisstadion wird nicht nur für Eishockey, sondern auch für Eisstocksport genutzt.